# Miroslav Ulmann
Miroslav Ulmann (6. prosince 1929, Turnov, Československo – 1. listopadu 2009) byl český urbanista a malíř.

## Život
Již v dětství a během studií se vzdělával u malířů Karla Kinského a Karla Vika. Po jeho absolvování gymnázia, kde byl jeho spolužákem i Josef Václav Scheybal, vystudoval na pražské Vysoké škole architektury a pozemního stavitelství (dnes Fakulta architektury ČVUT v Praze) obor urbanismus. Následně nastoupil na liberecký krajský národní výbor a poté do Stavoprojektu, v němž zpracoval jeden z návrhů na výstavbu nového hotelu na vrcholu Ještědu, který měl nahradit hotel, jenž roku 1963 vyhořel. Jeho návrh však vybrán nebyl. Dalších 25 let byl zaměstnán v Městském urbanistickém středisku a od roku 1998 je činný v Euroregionu Nisa. Zajímal se také o turistiku a působil jako předseda turnovské pobočky Klubu českých turistů.
Po celou dobu však kreslil (tématem jeho kresby se staly příroda a krajina). Jeho obrazy jsou tvořeny technikou akvarelu a vznikaly nejenom při jeho cestách po Československu, ale i během jeho zahraničních pobytů. Své výtvory také vystavoval na výstavách.